# Маммиллярия красивая
Mammillaria formosa — кактус из рода Маммиллярия.

## Описание
Растение одиночное. Шаровидный стебель высотой 15-20 см, 9-10 см в диаметре, с возрастом приобретающий слегка столбчатую форму, имеет короткие, очень тесно расположенные маммиллы. Эпидермис светло-зелёный. В пазухах находится короткий пушок. Из ареол растут мелкие, тонкие радиальные колючки количеством 20-24 длиной 3-6 мм и короткие, розоватые центральные колючки в количестве 4-7, длиной до 8 мм.
Розовый цветок размером 1,5 см. В центре лепестка имеются тёмные продольные полоски. Плоды красные.

## Распространение
Произрастает в Мексике; имеет довольно широкий ареал, который простирается от штата Сан-Луис-Потоси до штата Нуэво-Леон. Растёт на открытых местах, у подножьях холмов.

## Синонимы
- Mammillaria microthele Muehlenpfordt 1848
- Mammillaria chionocephala J. A. Purpus 1906
- Mammillaria pseudocrucigera R. T. Craig 1945
- Mammillaria arroyensis Reppenhagen 1989
- Mammillaria formosasubsp. microrthele (Muehlenpfordt) D. R. Hunt 1997
- Mammillaria formosasubsp. pseudocrucigera (R. T. Craig) D. R. Hunt 1997
- Mammillaria formosa subsp. chionocephala (J.A.Purpus) D. R. Hunt 1998
- Mammillaria arroyensis Reppenhagen 1989
- Mammillaria formosa var. gracilispina  Monv. ndat
- Mammillaria formosa var. microthele Salm-Dyck ndat